# Goethe-Archiv Tokio

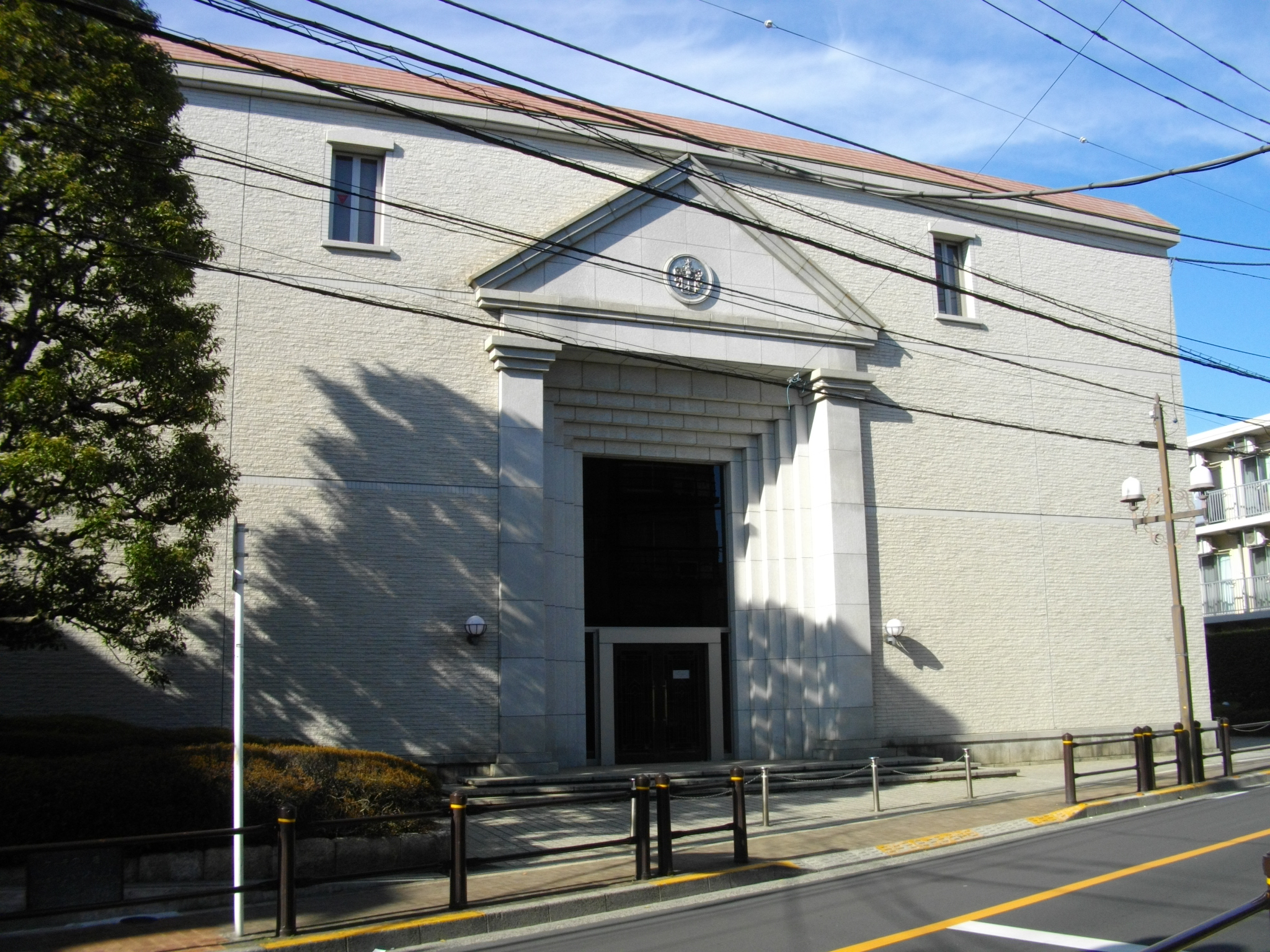
Das Goethe-Archiv

Goethe-Archiv Tokio (japanisch 東京ゲーテ記念館, Tōkyō Gēte kinenkan) ist ein privates, gemeinnütziges Archiv in der japanischen Hauptstadt Tokio mit der Aufgabe, Dokumente und Informationen über den deutschen Dichter Johann Wolfgang von Goethe zu sammeln. Derzeit hat das Archiv seinen Sitz in Nishigahara, Stadtbezirk Kita und wird durch die gleichnamige rechtsfähige Stiftung „Goethe-Archiv Tokio“ getragen.

## Übersicht
Aus Anlass des Goethe-Jahres 1949 gründete der aus Ibaraki stammende Geschäftsmann und Goethe-Liebhaber Tadashi Kogawa (1907–1989) in Ōji, Kita-ku, die rechtsfähige Stiftung „Goethe-Gesellschaft Tokio“ (東京ゲーテ協会, Tōkyō Gēte kyōkai). 1964 wurde dann in Shinsen-chō, Shibuya, das Goethe-Archiv Tokio eingerichtet. Die Einrichtung verstand sich in erster Linie als Bibliothek, die die auf Goethe bezogenen Materialien systematisch erfassen sollte. Ihr Grundstock ging auf die ca. 150.000 Bücher aus der ganzen Welt zurück, die Kogawa gesammelt hat. Der Unternehmer hat sich durch den in den 1930er und 1940er Jahren führenden Goethe-Forscher Japans, Kinji Kimura (1889–1948) von der Universität Tokio, beraten lassen.
1988 wurde das Archiv an den heutigen Standort, Nishigahara, Kita, verlegt, und die Stiftung selbst in „Goethe-Archiv Tokio“ umbenannt. Hier werden zum einen regelmäßig Ausstellungen mit thematischem Goethebezug veranstaltet, zum anderen lassen sich die Archivbestände einsehen. Seit dem Tod des Gründers Kogawa im Jahre 1989 leitet sein Sohn, der Medienphilosoph Tetsuo Kogawa das Archiv als Direktor.

## Anfänge

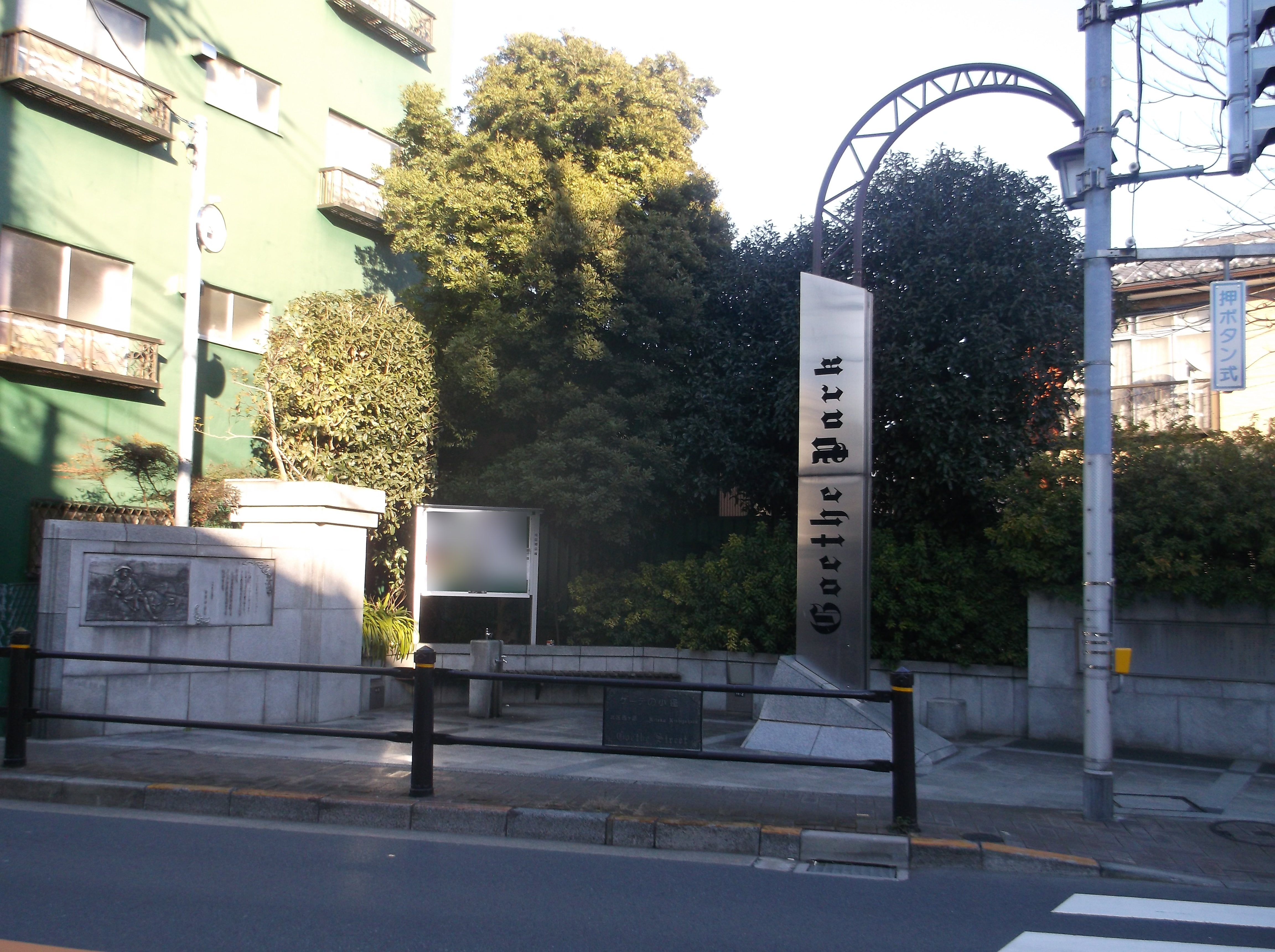
Goethe-Park

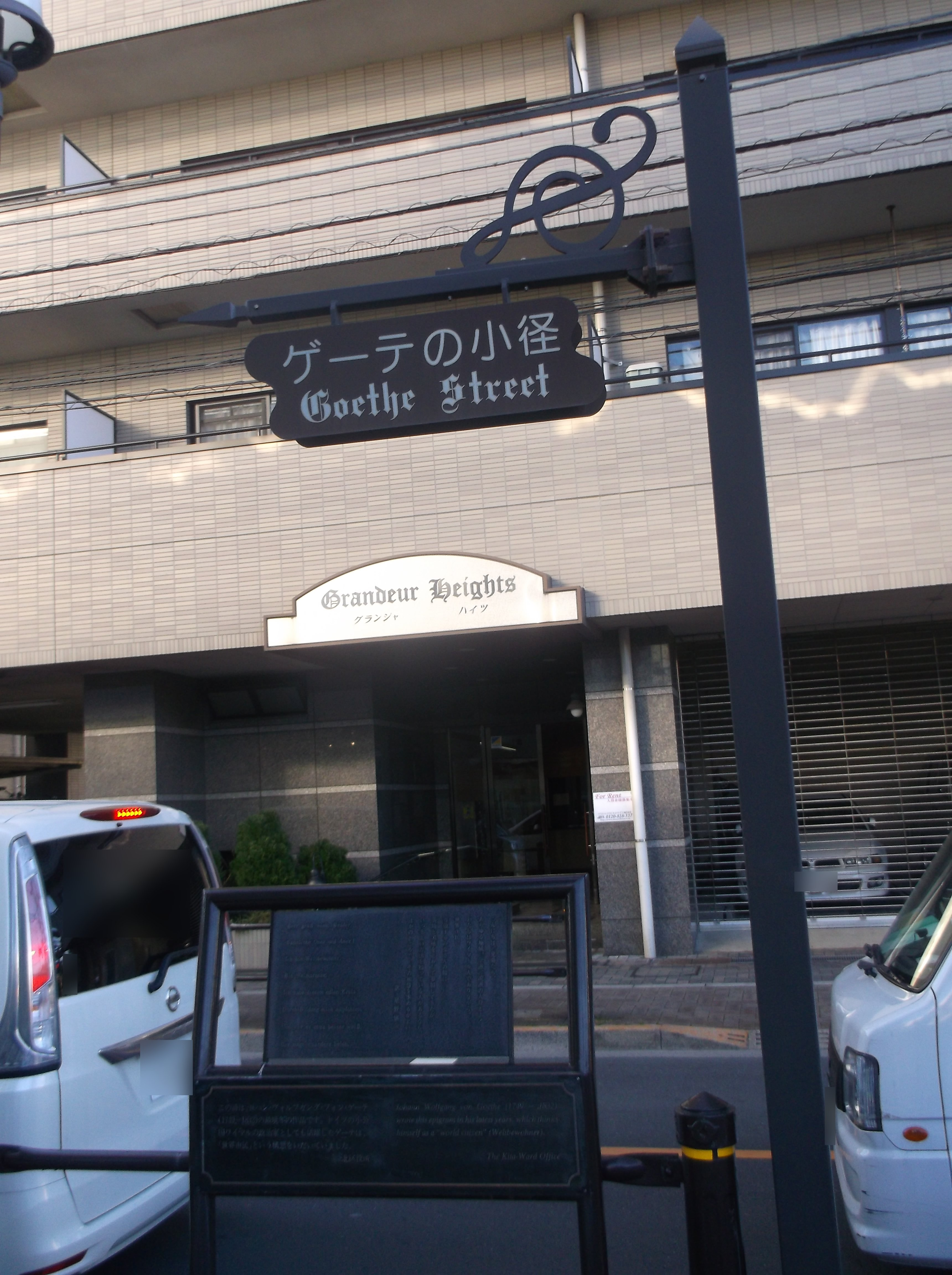
Goethe-Weg

Der erste Standort des Archives lag an der Nationalstraße 246 in Shinsen, einem Vorort von Shibuya. Das sechsstöckige Gebäude mit einem Untergeschoss wurde 1964 fertiggestellt und beherbergte im vierten und fünften Stockwerk das Magazin für die Goethe-Sammlung. Das erste Geschoss umfasste ein Büro und ein Empfangszimmer, das zweite einen Konferenzsaal. Im dritten Stock fanden Ausstellungen statt, im sechsten wohnte die Familie Kogawa.
Während Kogawa vor dem Zweiten Weltkrieg hauptsächlich japanische Goethe-Literatur sammelte, setzte er in der Nachkriegszeit seinen Schwerpunkt auf fremdsprachige Publikationen. Indem er mit ausländischen Buch- und Zeitungsverlagen kooperierte, wurden ihm laufend einschlägige Bücher und Artikel zugesandt. Die mediale Bandbreite erstreckte sich von 78 verschiedenen Gesamtausgaben über seltene Sammelstücke, wissenschaftliche Zeitschriften, Broschüren, Ausstellungsflyer und Briefmarken bis hin zur Dokumentation von Radio- und Fernsehsendungen. Nicht zuletzt schließt die Sammlung auch Comics ein. So stellt der Manga-Zeichner Osamu Tezuka in einem Nachwort (1979) zu seiner ersten Adaption des Faust (1950) fest, dass er auf Kogawas Wunsch hin ein Exemplar dieses Mangas dem Archiv zur Verfügung gestellt habe.
Die Einrichtung war zu dieser Zeit nicht öffentlich zugänglich. Man konnte nur durch Kogawa persönlich eingeladen werden. Zur Verbesserung der räumlichen Verhältnisse zog das Archiv 1988 nach Kita, Tokio, um.

## Das Archiv seit 1988
Das Gebäude, in dem sich das heutige Archiv befindet, wurde 1988 fertiggestellt und beherbergt die vollständige Sammlung. Es werden weiterhin regelmäßig Ausstellungen veranstaltet (April bis Juni und August bis Dezember). Die Sammlung ist jetzt nach Voranmeldung öffentlich zugänglich.
Seit 1989 heißt die Straße vor dem Archiv „Goethe-Weg“ (ゲーテの小径, Gēte shōkei). Dort sind zwei Tafeln mit jeweils einem Gedicht (dem Original sowie der japanischen Übersetzung durch den Germanisten Shin’ichi Hoshino) angebracht („Über allen Gipfeln“ und „Gott grüß euch, Brüder“ aus den Zahmen Xenien V). Außerdem wurde auf dem kleinen Grundstück gegenüber dem Archivgebäude der „Goethe-Park“ (ゲーテパーク, Gēte pāku) angelegt, in dem ein Relief mit Goethes Porträt zu sehen ist.